# Dobsonia moluccensis
Dobsonia moluccensis је врста слепог миша из породице великих љиљака (Pteropodidae).

## Распрострањење
Ареал врсте је ограничен на мањи број држава. Врста је присутна у Аустралији, Индонезији и Папуи Новој Гвинеји.

## Станиште
Станишта врсте су шуме и саване. Врста је по висини распрострањена од нивоа мора до 2.700 метара надморске висине. Врста је присутна на подручју острва Нова Гвинеја.

## Начин живота
Женка обично окоти по једно младунче.

## Угроженост
Ова врста је наведена као последња брига, јер има широко распрострањење и честа је врста.